# Yoshiko Matsumura
Yoshiko Matsumura (em japonês:  松村 好子; 9 de dezembro de 1941) é uma ex-jogadora de voleibol do Japão que competiu nos Jogos Olímpicos de 1964.
Em 1964, ela fez parte da equipe japonesa que conquistou a medalha de ouro no torneio olímpico, no qual atuou em cinco partidas.